# Emblyna borealis cavernosa
Emblyna borealis là một phân loài nhện trong họ Dictynidae.
Loài này thuộc chi Emblyna. Emblyna borealis cavernosa được miêu tả năm 1947 bởi Jones.